# Малое Ермаково (Самарская область)
Малое Ермаково — деревня в Кошкинском районе Самарской области. Входит в состав сельского поселения Большое Ермаково.

## География
Находится на расстоянии примерно 13 километров по прямой на север от районного центра села Кошки.

## История
Деревня возникла как выселки Большого Ермаково. На начало XX века и вплоть до 1950-тых годов деревня была многолюдна. После объединения колхозов жители деервни оказались далеко от центра, на отшибе, а потом и дорогу провели далеко от деревни. Деревенька захирела.

## Население
Постоянное население составляло 8 человек (русские 50 %, мордва 50 %) в 2002 году, 2 в 2010 году.